# Marbäcks socken, Västergötland
Marbäcks socken i Västergötland ingick i Kinds härad, ingår sedan 1974 i Ulricehamns kommun och motsvarar från 2016 Marbäcks distrikt.
Socknens areal är 38,23 kvadratkilometer varav 33,75 land. År 2000 fanns här 699 invånare.  Godset Källebacka samt tätorten Marbäck med sockenkyrkan Marbäcks kyrka ligger i socknen. 

## Administrativ historik
Socknen har medeltida ursprung. 
Vid kommunreformen 1862 övergick socknens ansvar för de kyrkliga frågorna till Marbäcks församling och för de borgerliga frågorna bildades Marbäcks landskommun. Landskommunen uppgick 1952 i Åsundens landskommun som 1974 uppgick i Ulricehamns kommun. Församlingen uppgick 2006 i Åsundens församling.
1 januari 2016 inrättades distriktet Marbäck, med samma omfattning som församlingen hade 1999/2000.  
Socknen har tillhört län, fögderier, tingslag och domsagor enligt vad som beskrivs i artikeln Kinds härad. De indelta soldaterna tillhörde Älvsborgs regemente, Norra Kinds kompani och Västgöta regemente, Vartofta kompani.

## Geografi
Marbäcks socken ligger söder om Ulricehamn med Åsunden i väster. Socknen har odlingsbygd vid sjön och är i övrigt en starkt kuperad skogsbygd med höjder som når 349 meter över havet.

## Fornlämningar
Vid Bredgården hittades 1994 skelettdelar från en man som levde för ungefär 10 000 år sedan, vilket är ett av de äldre människofynden i Skandinavien. Från bronsåldern finns gravrösen.

## Namnet
Namnet skrevs 1337 Marbäk och kommer från kyrkbyn. Namnet innehåller mark, '(gräns)skog' och bäck.